# Nakhonratcsaszima
Nakhon Ratcsaszima (thaiul írva: นครราชสีมา, angol átírással: Nakhon Ratchasima) más nevén Korat (Khorat, โคราช) város Thaiföldön. Az azonos nevű tartomány székhelye az ország északkeleti régiójában. Az agglomeráció lakossága 142 ezer fő volt 2010-ben.
Gyorsan fejlődő kereskedelmi központ, gazdaságában a selyemtermelés kiemelkedő. A vietnámi háború idején a közelben volt egy amerikai légi-támaszpont.

## Látnivalók
- Az éjszakai piac.
- A város templomai, elsősorban a Wat Sala Loi és a Wat Payap.
- A Wat Suthachinda területén van a Nemzeti Múzeum (Maha Weerawong). Itt emberi csontvázmaradványok, Buddha-szobrok, kerámiák és fafaragások vannak kiállítva.
- Az erőd maradványa és városkapu.
- A város határában a Wat Khao Chan Ngam történelem előtti lelőhely.
- 60 km-re ÉK-re Prasat Hin Phimai középkori templomegyüttese.

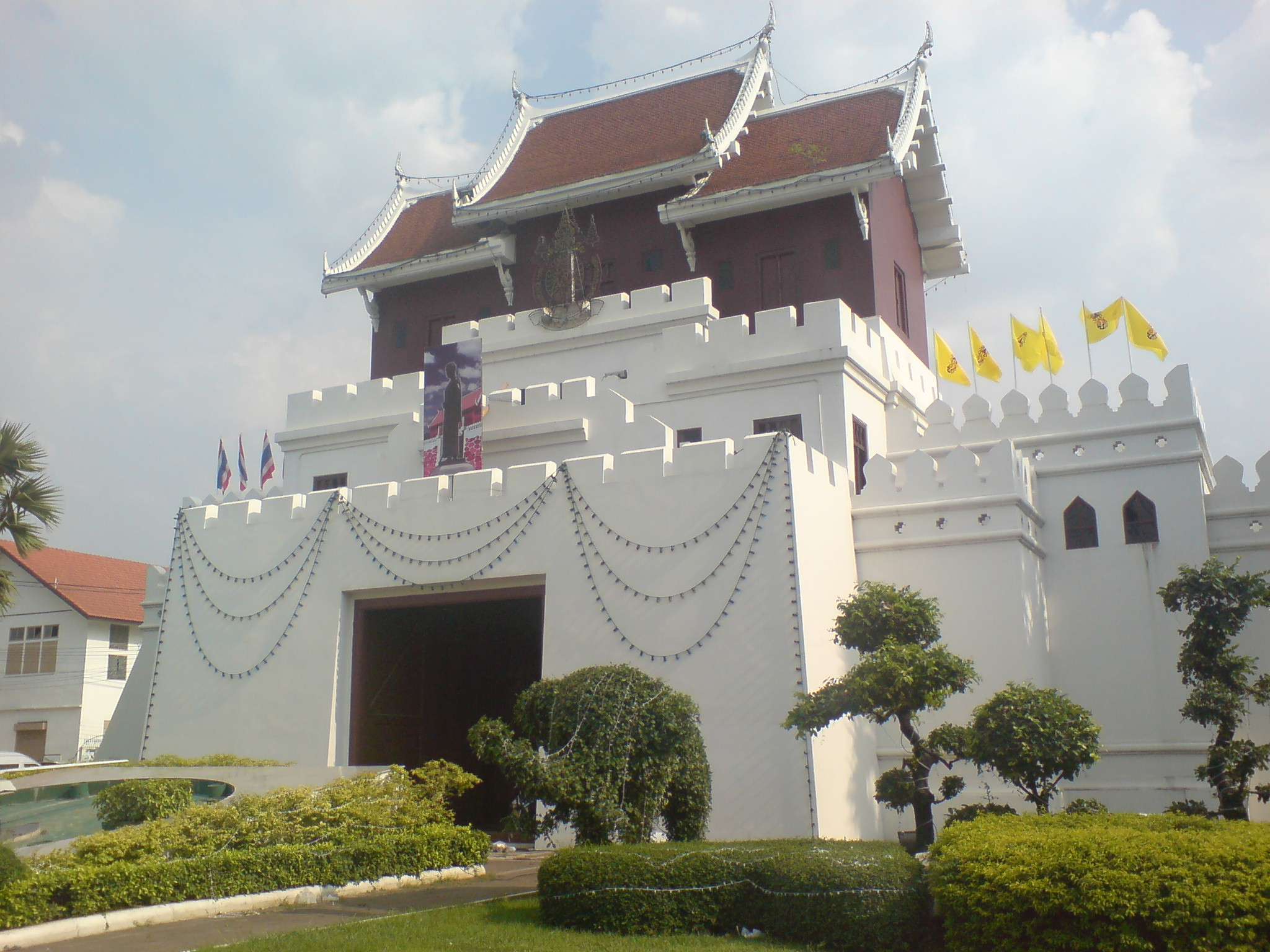
A Ya Mo városkapu a Ratchadamnoen út és a 224-es út találkozásánál

## Fordítás
- Ez a szócikk részben vagy egészben  a   Nakhon Ratchasima című angol Wikipédia-szócikk fordításán alapul.  Az eredeti cikk szerkesztőit annak laptörténete sorolja fel. Ez a jelzés csupán a megfogalmazás eredetét és a szerzői jogokat jelzi, nem szolgál a cikkben szereplő információk forrásmegjelöléseként.